# Stridsvagn Typ 90
Stridsvagn Typ 90 (japanska: 90式戦車, 90 Shikisensha, d.v.s. "stridsvagn modell 1990") är en japansk huvudstridsvagn tillverkad av Mitsubishi Heavy Industries. Den har en besättning på 3 man och är beväpnad med en 120 mm Rheinmetall Rh-120 högtryckskanon försedd med en automatladdare.
Produktion av stridsvagnen började år 1992 i Japan, men projektet går tillbaka till sent 1970-tal. Trots projektets höga ålder är stridsvagnen en av de mest avancerade i sin klass, med modernt kompositpansar både på skrovet och i tornet. Fordonets system är dessutom i hög grad automatiserade, vilket ger besättningen möjlighet att bekämpa rörliga mål också medan det egna fordonet är i rörelse.
Trots att typen fortfarande är mycket kapabel har konstruktionen på sikt börjat ersättas av Japans nya huvudstridsvagn Stridsvagn Typ 10.

## Utformning
Tornet är utformat på samma sätt som på tidiga Leopard 2-stridsvagnar, och har även samma 120-mm pjäs, tillverkad av den tyska firman Rheinmetall. Typ 90 är dock utrustad med en automatladdare till kanonen, vilket möjliggör att besättningen reducerats till tre personer då ingen laddare medförs. Pjäsen har även ett japanskt rekyldämpnings- och upphängingssystem, och är utrustad med en integrerad laseravståndsmätare.